# William D. Coolidge
William David Coolidge (Hudson, 23 de outubro de 1873 — Schenectady, 3 de fevereiro de 1975) foi um físico estadunidense responsável por diversos aprimoramentos no campo dos raios X e também pelo registro de muitas patentes na mesma área.
Em 1913, enquanto trabalhava para a companhia General Electric em Schenectady, Nova Iorque, ele desenvolveu um tubo de raio X, dotado de um vácuo em seu interior, com um ânodo de Tungstênio que produzia raios X mais concentrados e de maior intensidade. Posteriormente à Primeira Guerra Mundial os Tubos de Coolidge se tornaram disponíveis nos continentes europeu e americano, promovendo uma melhoria significativa na qualidade e alcance da Radiografia. A maioria dos tubos de raio X atuais ainda são baseados no design desenvolvido por Coolidge.

## Inicio da carreira
Coolidge nasceu em uma fazenda perto de Hudson , Massachusetts. Ele estudou engenharia elétrica desde 1891 até 1896 no Massachusetts Institute of Technology (MIT). Depois de um ano como assistente de laboratório, ele foi para a Alemanha para um estudo mais aprofundado e recebeu seu doutorado na Universidade de Leipzig . De 1899 a 1905, ele foi assistente de pesquisa para Arthur A. Noyes do Departamento de Química no MIT.
Coolidge passou a trabalhar como pesquisador na General Electric novo laboratório de pesquisa em 1905, onde conduziu experimentos que levaram ao uso de tungstênio como filamentos em lâmpadas . Ele desenvolveu o tubo de Tungstênio, que poderia ser mais facilmente atraídos para filamentos, pelo óxido de purificação do elemento. Em 1911, a General Electric começou a comercializar as lâmpadas usando o novo metal e elas logo se tornaram uma importante fonte de renda para a empresa. Coolidge solicitou e recebeu uma patente para esta 'invenção' em 1913. 

## O tubo de raio X melhorado
O tubo de raios-X aprimorado de Coolidge empregou um filamento de tungstênio aquecido como sua fonte de elétrons. Como as moléculas de gás residual no tubo não eram mais necessárias como fonte de elétrons, o tubo de Coolidge poderia ser completamente evacuado, o que permitiu tensões operacionais mais altas. Essas tensões mais altas produziram raios X de maior energia, que eram mais eficazes no tratamento de tumores profundos. Além disso, a intensidade dos raios X não mostrou as grandes flutuações características dos tubos anteriores e o operador tinha muito mais controle sobre a qualidade (ou seja, energia) dos raios X.

## Participação na Segunda Guerra
No início da Segunda Guerra Mundial, ele foi nomeado para um pequeno comitê estabelecido para avaliar a importância militar da pesquisa sobre urânio. O relatório deste comitê levou ao estabelecimento do Distrito de Manhattan para o desenvolvimento de armas nucleares.